# Stanisław Bursa
Stanisław Bursa (ur. 9 listopada 1921 w Skierniewicach, zm. 7 czerwca 1987 w Szczecinie) – chemik, specjalista w zakresie chemii fizycznej, nauczyciel akademicki

## Życiorys
Stanisław Bursa uczęszczał do Gimnazjum im. Bolesława Prusa w Skierniewicach. Egzamin dojrzałości zdał 25 maja 1939, po czym zapisał się na Wydział Chemiczny Politechniki Warszawskiej, jednak wybuch drugiej wojny światowej uniemożliwił rozpoczęcie studiów. W czasie okupacji należał do ZWZ i AK (Obwód Skierniewice AK – kryptonim „Sroka”). W latach 1941–1942 uczęszczał do Szkoły Wawelberga i Rotwanda, a następnie studiował na Wydziale Chemicznym warszawskiej PWST.
Po zakończeniu wojny (w kwietniu 1945) rozpoczął pracę w Katedrze Chemii Rolnej SGGW jako młodszy asystent, a na początku 1946 wznowił przerwane studia na Politechnice Warszawskiej. W tym samym roku został wysłany z grupą studentów do Danii, gdzie pracował w laboratorium chemii organicznej.
W lutym 1947 rozpoczął pracę w Katedrze Chemii Fizycznej PW – w dziedzinie, której poświęcił resztę życia zawodowego. Był uczniem Wojciecha Świętosławskiego (1947), współpracował też z Witoldem Tomassim. W latach 1947–1952 zajmował stanowisko asystenta, a następnie starszego asystenta. Pracę magisterską obronił 13 lipca 1949 z wynikiem bardzo dobrym, uzyskując tytuł zawodowy magistra inżyniera chemii, a 30 listopada 1951 otrzymał stopień doktora nauk technicznych. Po przeprowadzce do Szczecina w grudniu 1952 został kierownikiem Katedry i Zakładu Chemii Fizycznej w Szkole Inżynierskiej, przekształconej w 1955 w Politechnikę Szczecińską. Funkcję tę pełnił przez kolejne 34 lata. Był również dziekanem Wydziału Chemicznego i prorektorem Politechniki. Przez wiele lat pełnił funkcję opiekuna Chóru Akademickiego Politechniki Szczecińskiej (obecnie imienia Profesora Jana Szyrockiego).
Został pochowany na Cmentarzu Centralnym w Szczecinie w alei zasłużonych w kwaterze 44/2/33.

## Stanowiska i funkcje w Politechnice Szczecińskiej

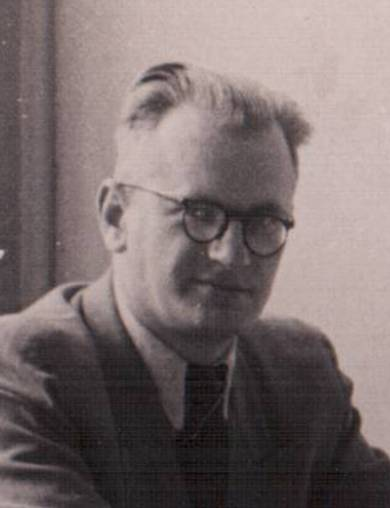
Prof. Stanisław Bursa (ok. 1960)
w gabinecie w budynku „Starej Chemii”
(Szczecin, ul. Pułaskiego 10)

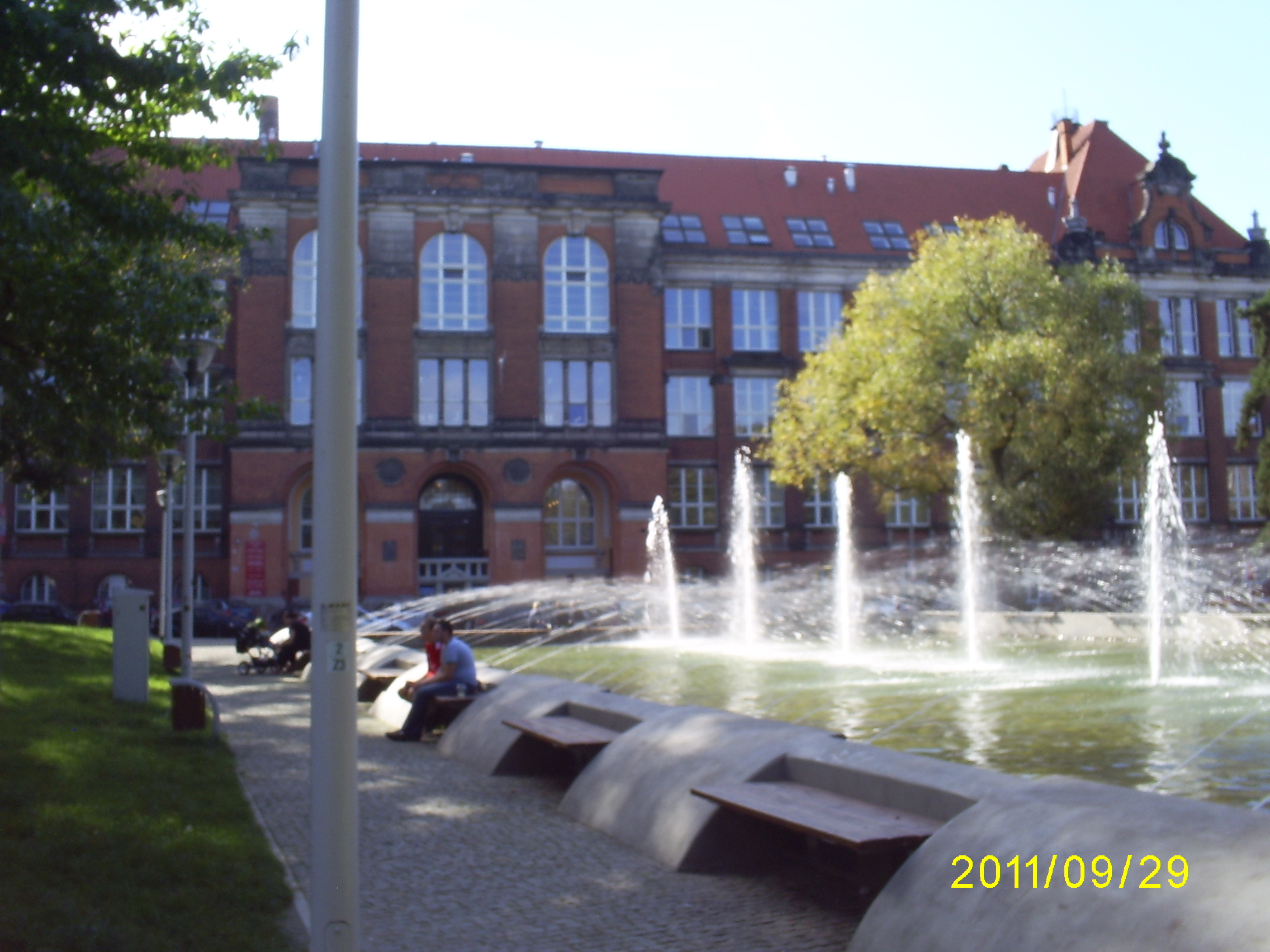
Politechnika Szczecińska – budynek Wydziału Technologii Chemicznej („Stara Chemia”), ul. Pułaskiego 10, miejsce pracy prof. Stanisława Bursy w latach 1952–1972

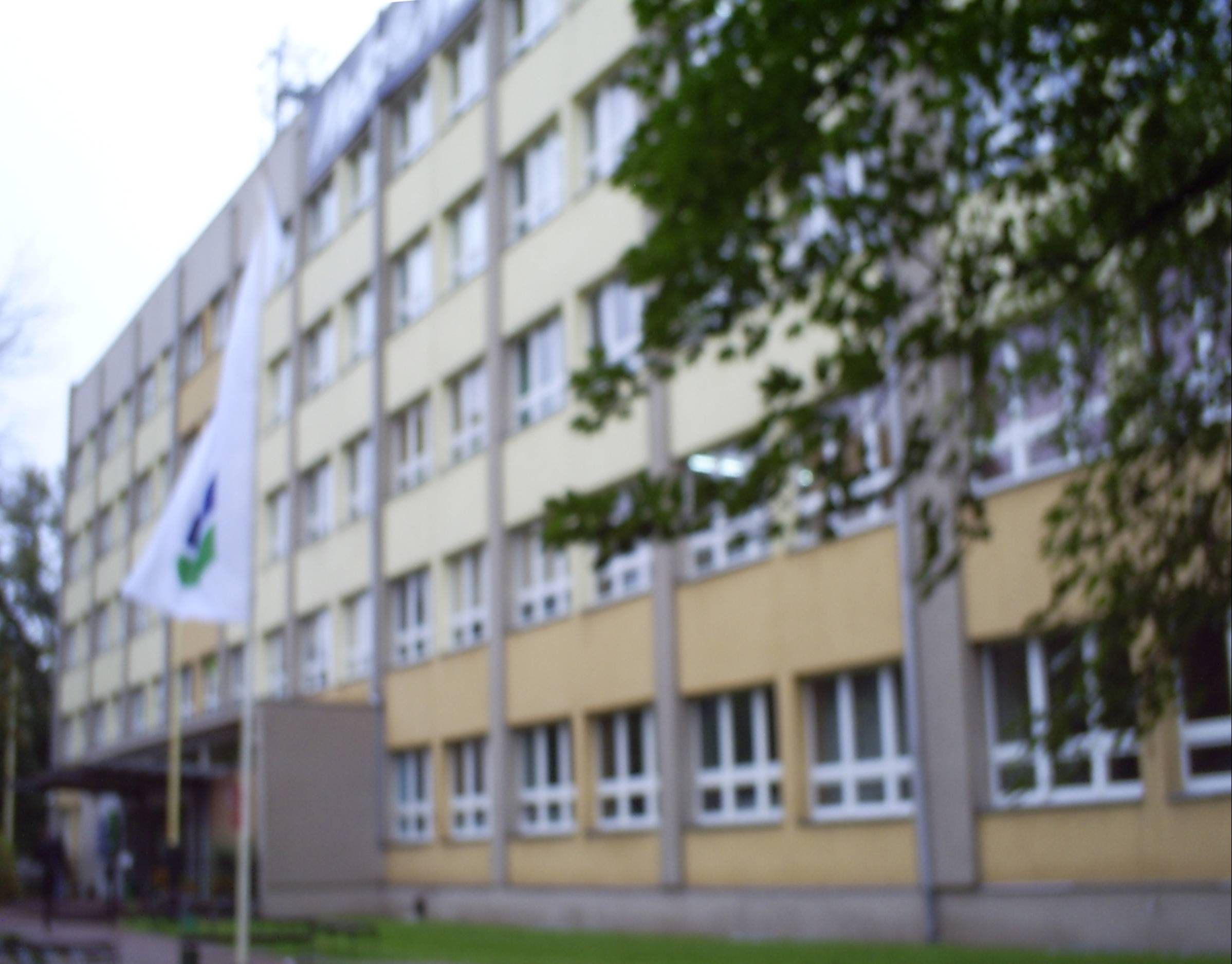
Politechnika Szczecińska – budynek „Nowa Chemia”, do którego w 1972 roku przeniesiono Instytut Inżynierii Chemicznej i Chemii Fizycznej, Aleja Piastów 42

Stanisław Bursa został zatrudniony w Szkole Inżynierskiej w Szczecinie 1 grudnia 1952 na etacie samodzielnego pracownika nauki. W kalendarium Zakładu Chemii Fizycznej i Podstaw Ochrony Środowiska ZUT są wymienione następujące daty:
- 1950 – powołanie Katedry Chemii Fizycznej pod kierownictwem doc. dr. inż. Kazimierza Kapitańczyka w Szkole Inżynierskiej w Szczecinie,
- 1952 – powierzenie kierownictwa Katedry i Zakładu Chemii Fizycznej dr. inż. Stanisławowi Bursie
- 1955 – przekształcenie Szkoły Inżynierskiej w Politechnikę Szczecińską
- 1970 – utworzenie Instytutu Inżynierii Chemicznej i Chemii Fizycznej, do którego włączono Katedrę Chemii Fizycznej jako jeden z zakładów
- 1987 – przejęcie kierownictwa Zakładu Chemii Fizycznej, po zmarłym prof. dr. inż. Stanisławie Bursie, przez dr. hab. inż. Jerzego Straszko.

Stanisław Bursa zajmował kolejne stanowiska służbowe: zastępcy profesora (od 1954), docenta (od 1959), profesora nadzwyczajnego (od 1968). Pełnił funkcje:
- dziekana Wydziału Chemicznego (w latach 1953–1956 i 1969–1973)
- prorektora Politechniki Szczecińskiej ds. nauczania (1959–1965)
- prorektora Politechniki Szczecińskiej ds. badań naukowych i współpracy z gospodarką narodową (1977–1981)
- dyrektora Instytutu Inżynierii Chemicznej i Chemii Fizycznej (1970–1977)[1].

## Kształcenie kadry
Stanisław Bursa prowadził zajęcia dydaktyczne z przedmiotów chemia fizyczna, termodynamika chemiczna i procesowa, fizyczne metody badania związków organicznych. Był promotorem 45 prac dyplomowych. Był promotorem w 11 przewodach doktorskich, m.in. promotora prac własnych asystentów:
- 1970 – Joanny Kośmider (później – kierownik Zakładu Ekologicznych Podstaw Inżynierii Środowiska),
- 1976 – Aleksandra Przepiery (później – kierownik Zakładu Chemii Fizycznej i Podstaw Ochrony Środowiska),
- 1978 – Marii Kicińskiej i Marii Stanisz-Lewickiej,
- 1983 – Danieli Szaniawskiej (później – kierownik Zakładu Sozologii Wód w Akademii Rolniczej w Szczecinie),
- 1985 – Magdaleny Olszak-Humienik i Andrzeja Wieczorka.

Opiniował 12 prac habilitacyjnych (w tym dwie – własnych wychowanków) i był recenzentem w 43 przewodach doktorskich.

## Publikacje
Stanisław Bursa jest autorem lub współautorem 76 artykułów naukowych i 5 wydawnictw książkowych. Zajmował się zastosowaniami chemii fizycznej w rozwiązywaniu problemów technologii chemicznej – współpracował w tym zakresie z Józefem Szarawarą, specjalistą w dziedzinie termodynamiki chemicznej. Opracował  podręcznik akademicki „Chemia fizyczna”, który był kilkakrotnie wznawiany (kolejne wydania z lat: 1972 – cz. 1, 1975 – cz. 2, 1976, 1979). Merytoryczny zakres artykułów naukowych ilustrują przykłady:
- „Utlenianie odpadowego chlorowodoru i chlorków kwasem azotowym” (1981)[14]
- „Równowagi fazowe ciało stałe-ciecz w układach dwóch par związków wymiennych” (1982)[15]
- „Dezodoryzacja gazów i ścieków, cz. 1. Dezodoryzacja na drodze ozonowania” (1985)[16]
- „Odzyskiwanie N,N-dwumetyloformamidu i ketonu metylowoetylowego z roztworów wodnych” (1986)[17]
- „Wykorzystanie odpadowego siarczanu żelazawego do otrzymywania siarczanu amonowo-potasowego i tlenków żelaza” (1990, wydano po śmierci St. Bursy)[18].

## Działalność pozauczelniana
Stanisław Bursa był członkiem:
- Komitetu Nauk Chemicznych PAN
- Komitetu Inżynierii Chemicznej i Procesowej PAN
- Komisji Nauk Chemicznych PAN w Poznaniu
- Podkomisji Nauk Chemicznych PAN w Szczecinie
- Rady Naukowej Instytutu  Chemii Nieorganicznej w Gliwicach
- Szczecińskiego Towarzystwa Naukowego (członek założyciel)
- Szczecińskiego Towarzystwa Kultury (członek założyciel)
- Warszawskiego Towarzystwa Naukowego
- Związku Nauczycielstwa Polskiego

Pełnił funkcje:
- wiceprzewodniczącego Komisji Nauk Chemicznych PAN w Poznaniu (1981–1983)
- przewodniczącego Podkomisji Nauk Chemicznych PAN w Szczecinie (1981–1985)

## Odznaczenia, wyróżnienie, upamiętnienie
Stanisław Bursa został odznaczony:
- Złotym Krzyżem Zasługi (1956)
- Krzyżem Kawalerskim Orderu Odrodzenia Polski (1964)
- Krzyżem Oficerskim Orderu Odrodzenia Polski (1974)
- Medalem Komisji Edukacji Narodowej (1980)
- Medalem 40-lecia Polski Ludowej (1984)
- Krzyżem Komandorskim Orderu Odrodzenia Polski (1985)
- Odznaką Zasłużony Nauczyciel PRL (1987)

Otrzymał również liczne nagrody Ministra Nauki i Szkolnictwa Wyższego oraz rektora Politechniki.